# 天主教郭得勝中學
天主教郭得勝中學（英語：Kwok Tak Seng Catholic Secondary School，簡稱KTSCSS）位於香港新界沙田區秦石邨29A區，於1987年創立，為沙田區的一所英文中學。

## 教職人員
天主教郭得勝中學有教師60名、外籍英語教師1名及駐校社工2名。

## 歷代校長
- 陳振威先生 (任期:1987/9-1989/10)：曾在觀塘瑪利諾書院擔任校長。是一位虔誠天主教教徒，亦非常欣賞中國傳統文化。陳校長不幸因積勞成疾，於1989年10月病逝。
- 顧兆敏先生 (任期:1989/10-2000/9)
- 陳順清女士 (任期:2000/9-2015/9)：現為天主教香港教區教育事務主教代表助理 (自2016年開始)[3]
- 韓思騁先生 (任期:2015/9-)：曾任聖母院書院校長。

## 著名/傑出校友
- 盧祝君：組合 Fabel 主音[4]
- 潘蔚林：無綫新聞高級主播兼記者 (1997年中七)[5]
- 郭詠嘉：前新聞主播
- 刁俊稀：巴黎奧運田徑男子100米唯一港隊代表[6][7]

## 外部連結
- 天主教郭得勝中學官方網站 （页面存档备份，存于）